# Rohrmoos (Naturschutzgebiet)

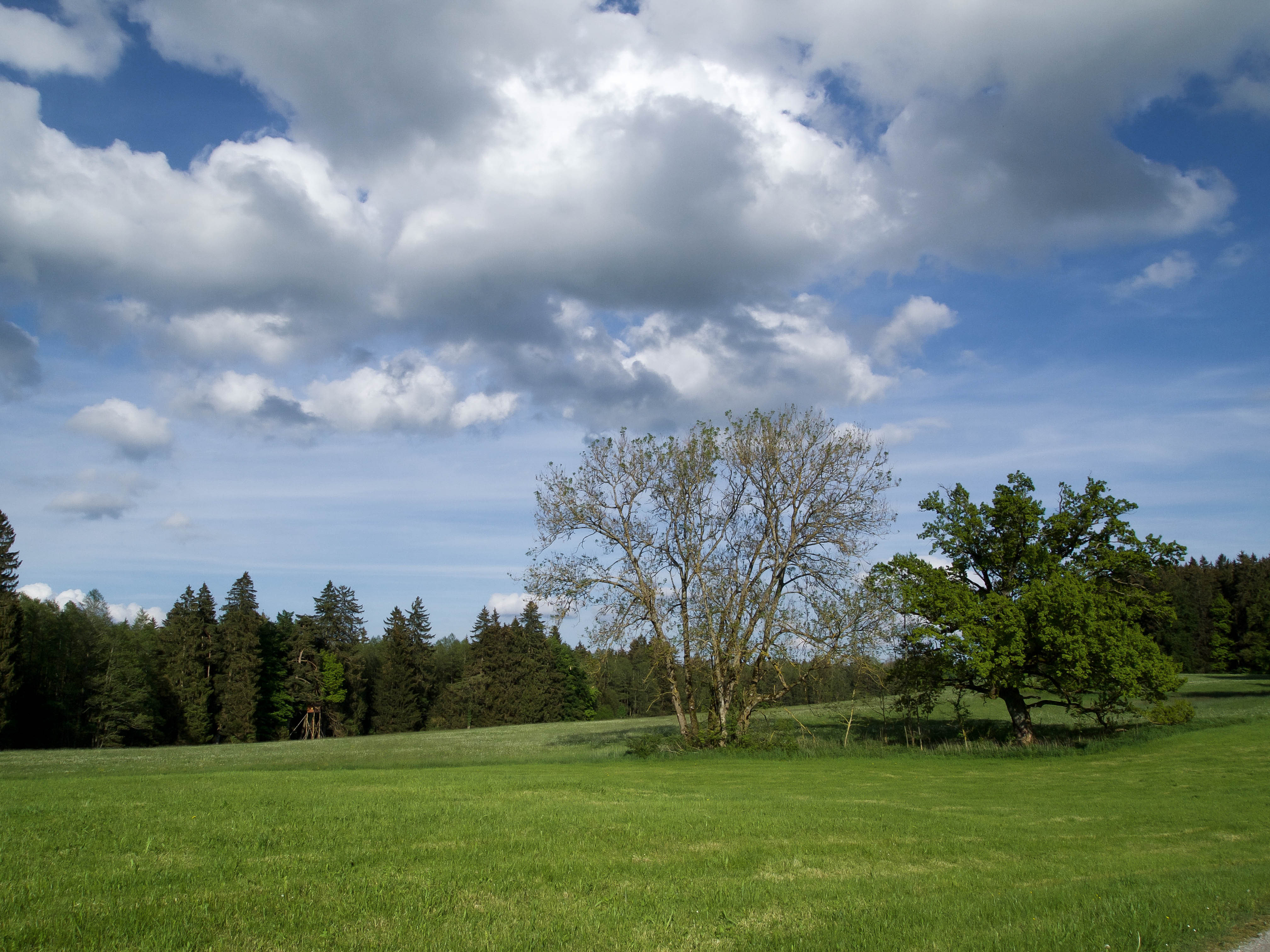
Naturschutzgebiet Rohrmoos (Mai 2016)

Das Naturschutzgebiet  Rohrmoos  liegt im Landkreis Weilheim-Schongau in Oberbayern auf dem Gebiet der Gemeinde Wessobrunn.
Das 63,73 ha große Gebiet mit der Nr. NSG-00067.01, das im Jahr 1953 unter Naturschutz gestellt wurde, erstreckt sich westlich des Kernortes Wessobrunn. Nordöstlich des Gebietes verläuft die St 2057, südlich fließt der Rottbach. Der östlich fließende Schlittbach hat im Gebiet seine Quelle.